# مكان التلاقى (فلم 1914)
مكان التلاقى (بالإنجليزية: His Trysting Place)، يعرف أيضا بأسم (بابا تشارلي)، وهو فيلم كوميدي أمريكي صامت من عام 1914 إخراج تشارلي تشابلن بطولة «تشابلن» ومابل نورماند، تم إنتاجه في استوديوهات كيستون.

## طاقم التمثيل
- تشارلي تشابلن - كلارنس
- مابل نورماند - مابل
- ماك سوين - امبروز
- فيليس ألين - زوجة امبروز

## وصلات خارجية
- مقالات تستعمل روابط فنية بلا صلة مع ويكي بيانات
- مكان التلاقى متوفر للتحميل المجاني على أرشيف الإنترنت